# Johannes Heinrich Schultz
Johannes Heinrich Schultz (Gottinga, 20 giugno 1884 – Berlino, 19 settembre 1970) è stato uno psichiatra e psicoterapeuta tedesco.
Schultz divenne famoso per lo sviluppo di un metodo di auto-rilassamento chiamato training autogeno, sulla base degli studi condotti anche da Oskar Vogt.

## Biografia
Studiò medicina a Losanna, Gottinga (dove conobbe Karl Jaspers) e a Breslavia. Conseguì il dottorato a Gottinga nel 1907. Dopo aver preso la licenza medica nel 1908, esercitò la professione al policlinico al Medical University Clinic di Gottinga fino al 1911. In seguito lavorò al Paul-Ehrlich Institute di Francoforte, nell'ospedale psichiatrico di Chemnitz e infine al Psychiatric University Clinic di Jena sotto Otto Binswanger, dove ottenne l'abilitazione nel 1915. Lavorò anche sotto Oskar Vogt.
Durante la prima guerra mondiale fu direttore di un sanatorio in Belgio. Nel 1919 divenne professore di Psichiatria e Neuropatologia a Jena. Nel 1920 fu primario e dirigente scientifico del sanatorio Weisser Hirsch del Dr. Heinrich Lahmann a Dresda. Nel 1924 si stabilì a Berlino, dove lavorò come psichiatra.
Nel biennio 1925-26 fu membro del comitato fondatore per il primo Congresso Generale dei Dottori di Psicoterapia. Fu membro del consiglio del General Medical Society for Psychotherapy, fondato nel 1927. Dal 1928 consigliò il notiziario dell'organizzazione, e dopo il 1930 diresse insieme a Arthur Kronfeld e Rudolf Allers il giornale, ora chiamato the Zentralblatt für Psychotherapie.

### Periodo nazista
Nel 1933, all'avvento del nazismo, la licenza di esercitare di Schultz fu brevemente revocata perché il suo primo matrimonio era con una donna ebrea. Schultz rimase in Germania, anche se aveva ottenuto la cittadinanza svizzera dalla prima moglie. Anche se non divenne membro dello NSDAP, nel 1933 si unì al Corpo Automobilistico Nazionalsocialista, unito alle SA nel 1935.
Già nel 1933 divenne membro del consiglio del rinominato German Medical Society for Psychotherapy sotto Matthias Heinrich Göring (cugino del noto gerarca nazista e psicoanalista adleriano) o Istituto Göring, e dal 1936 sotto questo vice-direttore un membro del consiglio dell'Istituto tedesco per la ricerca psicologica e la psicoterapia (Deutsches Institut für psychologische Forschung und Psychotherapie) così come fu direttore del policlinico. L'istituto si occupò di creare una psicoterapia tedesca nuova per sostituire quella "ebraica" maggioritaria (la psicoanalisi di Freud).
Schultz fu compromesso con i programmi di eugenetica nazista. Nel 1933 Schultz scrisse un rapporto di guida, che culminò nell'opera Genere - Amore - Matrimonio. I fatti fondamentali dell'amore e della vita sessuale nel loro significato per l'esistenza individuale e nazionale del 1940 in cui approvava lo sterminio per eutanasia forzata delle persone gravemente handicappate ("Aktion T4"), e la persecuzione degli uomini omosessuali, parte della sua attività al Göring Institute. 
Schultz credeva che le patologie psichiche nevrotiche fossero curabili e non ereditarie, mentre le disabilità mentali e psicotiche ereditarie fossero inguaribili, ad eccezione dell'omosessualità, che Schultz pensava essere ereditaria e curabile.
Il principale lavoro di Schultz all'Istituto riguardava infatti l'omosessualità (e la sterilizzazione umana maschile, come la castrazione). Da un lato l'istituto provò a curare gli omosessuali maschi detenuti nei campi tramite terapie di conversione di tipo farmacologico e psicoterapico, mentre dall'altro egli condusse una commissione che obbligava questi a dimostrare di essere effettivamente guariti, avendo rapporti forzati con delle prostitute. A chi era considerato "guarito" veniva offerto un posto nell'esercito, mentre i "recidivi" e "inguaribili" venivano ritrasportati ai campi di concentramento. Questo è stato considerato parte degli esperimenti nazisti su esseri umani.
La maggioranza dei pazienti furono dichiarati "guariti". Il rapporto tra Schultz e il nazismo è stato indagato a fondo solo dopo la sua morte. Secondo lo psicologo, storico e sociologo Oskar Mittag una possibile ragione del coinvolgimento di un non antisemita con il nazismo risiede nell'ideologia nazionalsocialista con i suoi "psicologismi offuscati come la volontà, le forze elementari dell'inconscio o la psicologia della folla". Tali idee "hanno probabilmente rafforzato la posizione della giovane professione di psicologia e psicoterapia". Mittag ha trattato in dettaglio il ruolo di Schultz in un saggio nel 1994. Arrivò alla conclusione che non era affatto un antisemita, che aveva cercato addirittura di proteggere gli omosessuali dalla deportazione nei campi di concentramento dichiarandoli "curati", e non aver distorto le pubblicazioni. Come molti dei suoi colleghi, secondo Mittag, "con ogni probabilità colse l'occasione che si presentò dopo il 1933 per fondare ed espandere istituzionalmente la psicoterapia, [...] collaborò con il sistema nazista e si comportò opportunisticamente sotto molti aspetti, cosa divertente". I suoi studi sull'ipnosi furono comunque poco considerati dalla macchina bellica e del regime. Altri, come Oskar Vogt, uno dei suoi maestri, furono invece emarginati durante il regime a causa delle loro idee di opposizione.

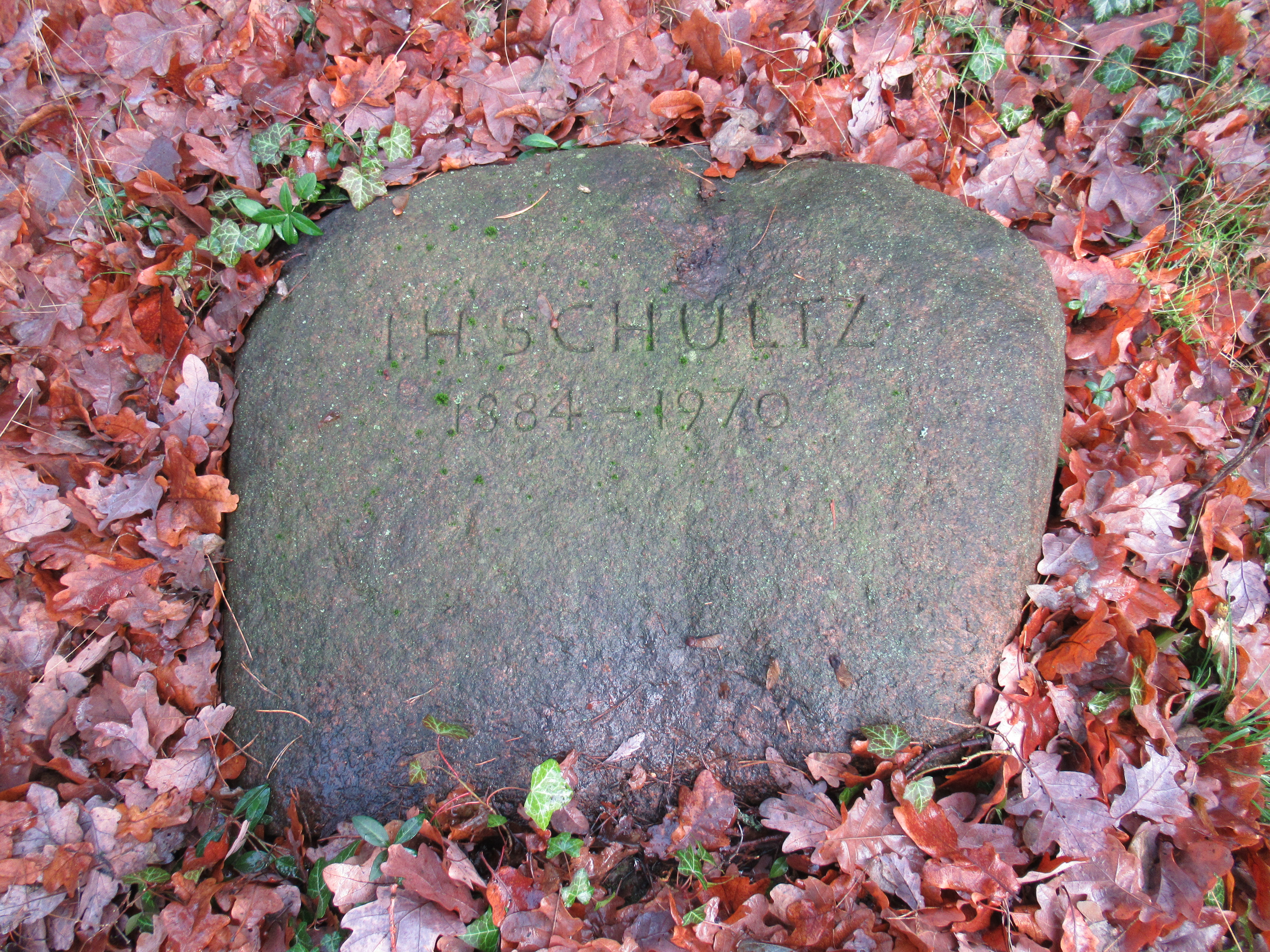
Sepoltura di Johannes Heinrich Schultz al cimitero Friedhof Heerstraße di Berlino.

Nonostante il suo studio fosse stato bombardato nel 1945, Schultz prestò le proprie cure mediche ai soldati alleati durante il crollo del Terzo Reich. Non subì condanne per crimini contro l'umanità non avendo partecipato a uccisioni dirette durante l'Aktion T4, e dopo cinque anni di sospensione e denazificazione tornò al lavoro.

### Secondo dopoguerra
Nel 1956, diventò redattore del giornale Psychotherapie, e nel 1959 fondatore della Società Tedesca per l'Ipnosi Medica (Deutschen Gesellschaft für ärztliche Hypnose). 
Morì nel 1970 a 86 anni.

## Training autogeno
La sua realizzazione più famosa fu lo sviluppo del training autogeno, che fu il prodotto di ricerche sull'ipnosi e di auto-sperimentazione ("autoipnosi") durante la prima guerra mondiale e come direttore di sanatorio negli anni '20. Dall’età di sei mesi fino all'età di 30 anni Schultz soffrì di gravi attacchi d'asma, che riuscì a controllare solo attraverso il suo metodo di “autorilassamento concentrativo”.
Fu prima pubblicamente anticipato nel 1926 come "esercizi organo autogeno", e ricevette nel 1928 il suo nome corrente. Il programma, ampiamente diffuso dal secondo dopoguerra, utilizza lezioni pratiche di visualizzazione giornaliere che sono progettate con lo scopo di aiutare il praticante a raggiungere un profondo stato di rilassamento. Nonostante il passato dell'autore, il training autogeno ottenne grande successo dopo la seconda guerra mondiale influenzando diverse tecniche di rilassamento, e fu praticato anche dallo psichiatra Viktor Frankl per combattere la sensazione di freddo mentre era deportato in un lager.

## Opere

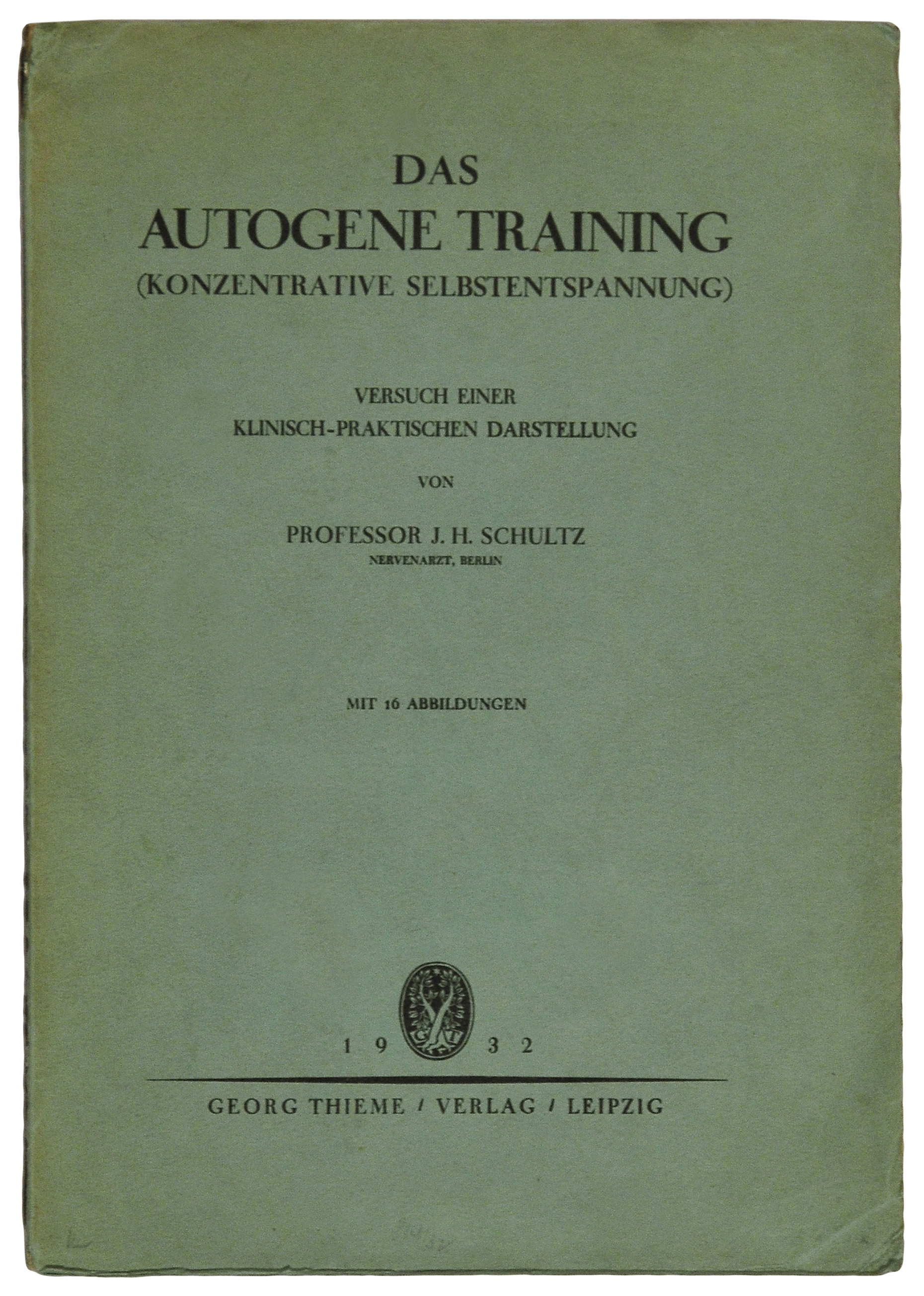
Das Autogene Training (konzentrative Selbstentspannung) (1932)

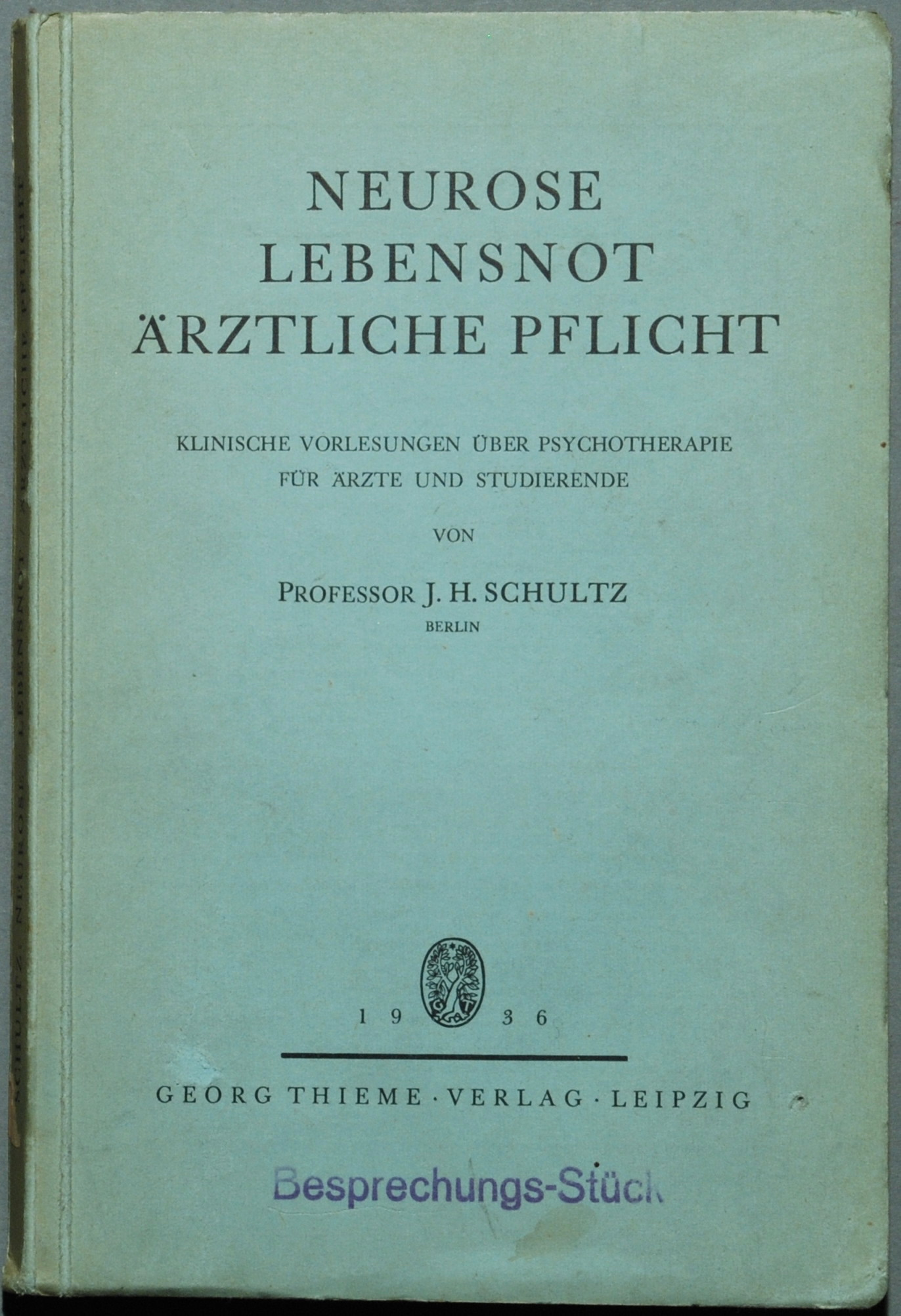
Neurose Lebensnot ärztliche Pflicht (1936)

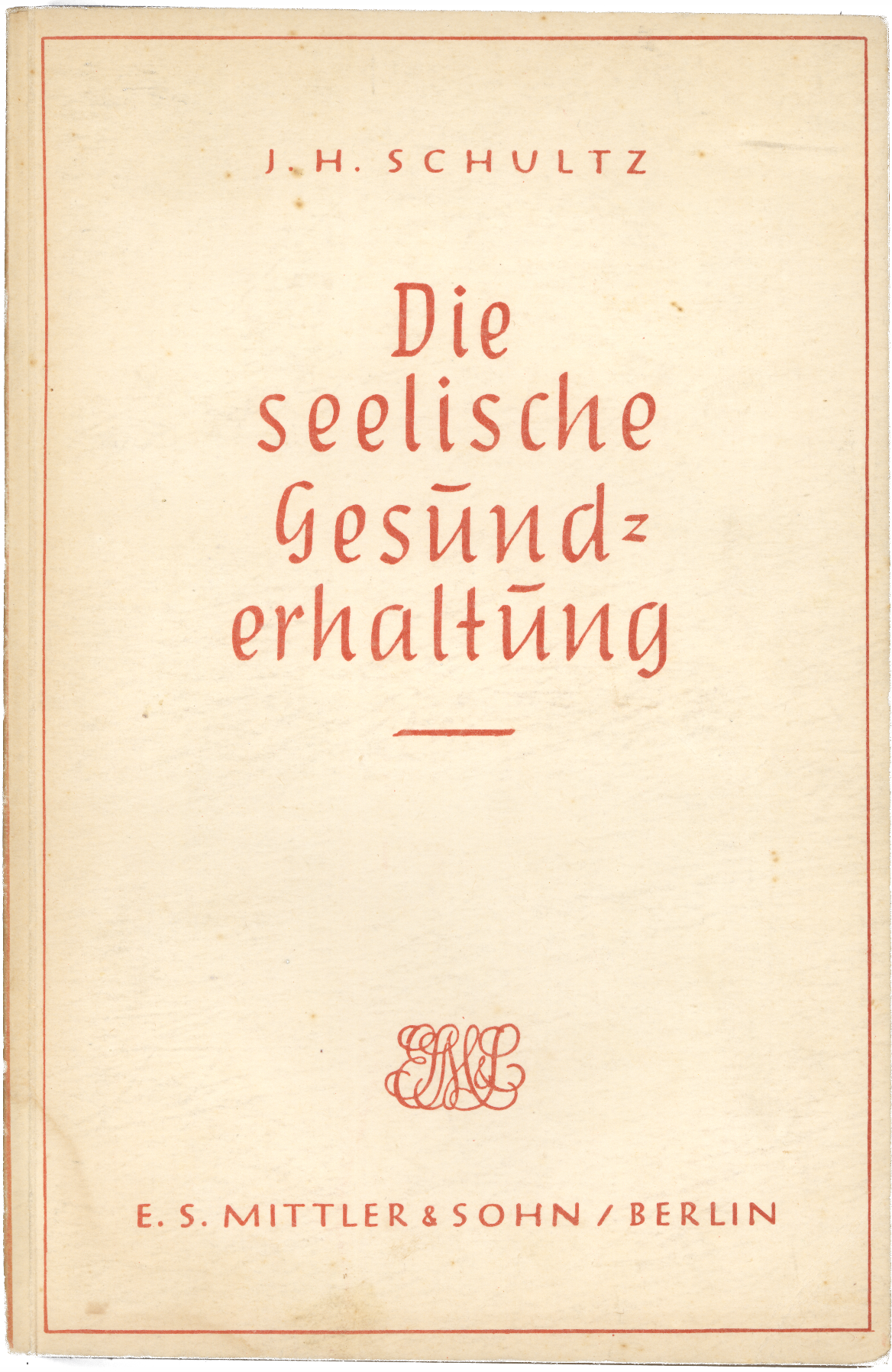
Die Seelische Gesunderhaltung, 1941

- (1915) "Neue Wege und Ziele der Psychotherapie" Ther. Monatshefte 29, pp. 443-450 (tesi di abilitazione).
- (1919) "Die seelische Krankenbehandlung (Psychotherapie)." Ein Grundriß für Fach- und Allgemeinpraxis. Jena: Fischer, Sette edizioni. Stuttgart: Thieme, 1958.
- (1921) "Psychoanalyse und ihre Kritik." In: Adam, C. (ed.): Die Psychologie und ihre Bedeutung für die ärztliche Praxis. Otto edizioni. Jena: Fischer.
- (1925) "Schicksalsstunde der Psychotherapie." In: Moll, Albert (ed.): Abh. Gebiet. Psychother. med. Psychol. 1.
- (1927) "Die Einigungsbestrebungen in der Psychotherapie." In: Eliasberg, Wladimir (ed.): Bericht über den I. Allgemeinen Kongreß für Psychotherapie in Baden-Baden. 17.-19. April 1926. Halle: Carl Marhold Verlagsbuchhandlung, pp. 241-252.
- (1932) "Das Autogene Training (konzentrative Selbstentspannung)." Versuch einer klinisch-praktischen Darstellung. Leipzig: Thieme, diverse edizioni.
- (1935) "Hypnose-Technik." Praktische Anleitung zum Hypnotisieren für Ärzte. Jena: Fischer.
- (1935) Ubungsheft fur das Autogene Training (konzentrative Selbstentspannung). Leipzig: Thieme, diverse edizioni.
- (1936) "Neurose Lebensnot ärztliche Pflicht." Klinische Vorlesungen über Psychotherapie für Ärzte und Studierende. Leipzig: Thieme.
- (1940) "Geschlecht - Liebe - Ehe." Die Grundtatsachen des Liebes- und Geschlechtslebens in ihrer Bedeutung für Einzel- und Volksdasein. Munich: Reinhardt, sette edizioni.
- (1941) Die seelische Gesunderhaltung unter besonderer Berücksichtigung der Kriegsverhältnisse. E.S. Mittler & Sohn, Berlin
- (1951) Bionome Psychotherapie. Stuttgart: Thiema.
- (1952) "Organstörungen und Perversionen im Liebesleben." Bedeutung, Entstehung, Behandlung, Verhütung. Munich: Reinhardt.
- (1952) "Psychotherapie." Leben und Werk großer Ärzte. Stuttgart: Hippokrates.
- (1955) "Grundfragen der Neurosenlehre." Aufbau und Sinn-Bild. Propädeutik einer medizinischen Psychologie. Stuttgart: Thieme.
- (1964) Lebensbilderbuch eines Nervenarztes - Jahrzehnte in Dankbarkeit. Stuttgart: Thieme, seconda edizione 1971.